# Desertshore
Desertshore är Nicos tredje soloalbum, utgivet 1970.

## Låtlista
Samtliga låtar skrivna av Nico.
1. "Janitor of Lunacy" - 4:00
2. "The Falconer" - 5:40
3. "My Only Child" - 3:28
4. "Le Petit Chevalier" - 1:09
5. "Abscheid" - 3:02
6. "Afraid" - 3:27
7. "Mutterlein" - 4:37
8. "All That Is My Own" - 3:28